# 如果明天就是下一生
《如果明天就是下一生》是一首華語合唱曲，為混聲四部合唱編制，由石青如作曲、張卉湄作詞。
2003年，美國慈濟北加州分會為了購置義診醫療車而舉辦募款音樂會，音樂家蔣理容、音樂總監石青如、《慈濟月刊》編輯張卉湄及合唱團指揮林伯真等人合作創作本曲，在音樂會上首次演出。此後也有數個樂團演出本曲，如2007年蔣渭水文化基金會於臺北市中山堂舉辦的一場音樂會上是臺灣首演；2009年台大合唱團翻唱此曲，影片在YouTube上被觀看近200萬次，是樂曲較廣為流傳的版本；2019年7月上海彩虹室內合唱團為了紀念甫逝世的廈門第六中學合唱團指揮教師高至凡，在專場音樂會上臨時加演本曲。
樂曲在臺灣相當受到歡迎。